# 克赖萨克
克赖萨克（法語：Crayssac，法語發音：[kʁɛsak]）是法国洛特省的一个市镇，属于卡奥尔区。

## 地理
克赖萨克（44°30'35"N, 1°19'39"E）面积14.95 平方千米，位于法国奧克西塔尼大區洛特省，该省份为法国西南部内陆省份，北起顺时针与科雷兹省、康塔爾省、阿韦龙省、塔恩-加龙省、洛特-加龍省和多尔多涅省接壤。
与克赖萨克接壤的市镇（或旧市镇、城区）包括：卡亚克、埃斯佩尔、拉巴斯蒂德迪韦尔、吕泽什、尼泽茹尔、帕尔纳克、圣梅达尔。

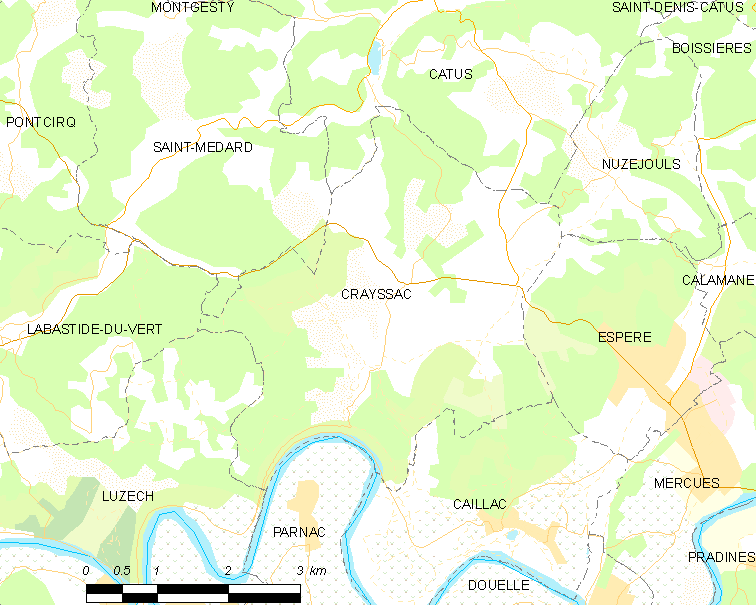
克赖萨克的OSM定位图

克赖萨克的时区为UTC+01:00、UTC+02:00（夏令时）。

## 行政
克赖萨克的邮政编码为46150，INSEE市镇编码为46080。

## 政治
克赖萨克所属的省级选区为科斯和布里亚讷县。

## 人口

1962-2008年间克赖萨克人口变化图示

克赖萨克于2022年1月1日时的人口数量为823人。